# Chevrolet Vega
La Chevrolet Vega è un'automobile della casa automobilistica Chevrolet prodotta dal 1970 al 1977 in un'unica serie. Era una berlina a quattro posti, disegnata da Ed Cole e Bill Mitchell. Dopo un breve periodo in cui le vendite dell'auto erano piuttosto alte, l'interesse del pubblicò si affievolì, portando la Chevrolet a eliminare dal listino la Vega nel 1977 sostituendola con la Chevrolet Monza costruita sulla stessa base. La Chevrolet Vega era quasi identica alla Pontiac Astre, introdotta nel 1974. Venne offerta anche in versione coupé, familiare (Kammback) e furgonetta (Panel Express).

## Storia
La Vega era un modello fortemente voluto dalla casa automobilistica perché rappresentava l'ingresso della stessa in un segmento di vendite inferiore rispetto a quello finora tentato, quelle delle piccole auto famigliari. Tuttavia, la Vega ebbe minor diffusioni delle dirette rivali contro le quali andava a competere in quel segmento, le già note al pubblico Volkswagen Maggiolino e la Toyota Corolla.